# Commission économique et sociale pour l'Asie occidentale
La Commission économique et sociale des Nations unies pour l'Asie occidentale (CESAO ou ESCWA en anglais), dont le siège se situe à Beyrouth au Liban, est un organisme dépendant de l'ONU. Elle a été établie en 1973 pour encourager la coopération économique entre ses États membres. Elle s'appelait alors Commission économique des Nations unies pour l'Asie occidentale, nom qu'elle a gardé jusqu'en 1985. C'est l'une des cinq commissions régionales du Conseil économique et social des Nations unies (ECOSOC) auquel elle rend compte directement. La Commission se compose de 18 États membres.
Le secrétaire de la commission est Rola Dashti ( Koweït).

## États membres
- Arabie saoudite
- Bahreïn
- Égypte
- Émirats arabes unis
- Irak
- Jordanie
- Koweït
- Liban
- Libye
- Maroc
- Mauritanie
- Oman
- Palestine
- Qatar
- Soudan
- Syrie
- Tunisie
- Yémen